# Klomipramin
Klomipramin (Anafranil) je triciklični antidepresiv (TCA). On je razvijen tokom 1960-tih i od tog vremena je u kliničkoj upotrebi širom sveta.

## Farmakologija
Klomipramin je blokator sledećih transportera:
- Serotoninski transporter (SERT)
- Norepinefrinski transporter (NET)
- Dopaminski transporter (DAT)
- Glicinski transporter (GlyT/LeuT)

On je antagonist/inverzni agonist sledećih receptora:
- receptor
- receptor
- receptor
- receptor
- receptor
- α1-adrenergički receptor
- α2-adrenergički receptor
- H1 receptor
- receptors

Aktivni metabolit klomipramina, desmetilklomipramin ispoljava sledeći afinitet:
- Norepinefrinski transporter (NET)[10]